# Nabburg
Nabburg (pronunciación en alemán: /ˈnaːpbʊʁk/ⓘ) es una ciudad situada en el distrito de Schwandorf, en el estado federado de Baviera (Alemania). Tiene una población estimada, a fines de 2020, de 6173 habitantes.
Está ubicada al este del estado, en la región de Alto Palatinado, cerca de la orilla del río Naab —un afluente izquierdo del Danubio— y de la frontera con República Checa.